# José Joaquín Moraga
José Joaquín de la Santísima Trinidad Moraga (Misión de los Santos Ángeles de Guevavi, Provincias Internas (actual Arizona, EE. UU.), 22 de agosto de 1745- San Francisco, Nueva California, 13 de julio de 1785) fue un militar y explorador español.
Se le atribuye la fundación del Presidio de San Francisco después de que el sitio fuera elegido por Juan Bautista de Anza en 1776. A Moraga también se le conoce como el fundador del Pueblo de San José de Guadalupe, conocido actualmente como San José (California).

## Biografía
Bajo órdenes de Antonio María de Bucareli y Ursúa, cuadragésimo sexto virrey de Nueva España, el teniente alférez Moraga fundó la ciudad de San José. La ya mencionada ciudad fue bautizada en honor de José de Nazaret el 29 de noviembre de 1777 y establecida como el primer pueblo criollo de la colonia de Nueva California, el nombre del cual se alteró en Alta California. Esa ciudad sirvió de comunidad agraria de apoyo al Presidio de San Francisco y el Presidio de Monterrey.
Su hijo Gabriel Moraga realizó la explotación del Valle Central en 1808. Su nieto Joaquín obtuvo en 1835, en época de la Alta California mexicana, la concesión del rancho Rancho Laguna De Los Palos Colorados, origen de la población de Moraga.